# Javier Gafo
Javier Gafo Fernández nació en Madrid el 31 de julio de 1936 y murió el 5 de marzo de 2001 en la misma ciudad. Jesuita, fue un conocido científico y experto en bioética.

## Biografía
Tras estudiar en el Colegio de Areneros, en Madrid, ingresa en la Compañía de Jesús, en 1955, ordenándose sacerdote en 1968. Licenciado en Biología en la Facultad de Ciencias de la Universidad Complutense, continúa sus estudios y se licencia en Filosofía por la Universidad de Alcalá y en Teología en las Universidades de Innsbruck y Comillas en 1972. Se especializa en bioética a partir de su tesis doctoral en Teología Moral, "El aborto y el comienzo de la vida humana", defendida en la Universidad Gregoriana de Roma, sobre la moralidad de los antianidatorios. 
Profesor de la Universidad Complutense de Madrid en sus inicios su principal actividad la desempeñó, desde su creación en 1987, al frente de la cátedra de Bioética de la Facultad de Teología de la Universidad Pontificia Comillas. Desde allí crea, en 1997, uno de los primeros máster en Bioética.
Fue miembro de la Comisión Teológica de la Comisión Episcopal de la Doctrina de la Fe de la Conferencia Episcopal Española (1987 - 2000) y experto de la Comisión del Congreso de los Diputados para el "Estudio de la Fecundación in vitro y la Inseminación Artificial" (1985). Formó parte, entre otras, de la Comisión Nacional de Reproducción Humana Asistida (1997), del Comité de Expertos en Bioética y Clonación (1998) y del Comité para el Estudio del Estatuto del Embrión Humano (2000). Asimismo, fue director del Colegio Mayor Nuestra Señora de África de la Universidad Complutense durante más de una década.
Su pensamiento teológico moral, especialmente en materia de bioética, ética sexual y ecología, sigue siendo referencial tanto en la península ibérica como en América Latina, donde solía ser convocado para cursos y conferencias.

## Pensamiento
El pensamiento de Gafo se ha considerado un puente entre la bioética católica y la secular. Es una obra de amplio alcance, centrada tanto en los problemas derivados de la investigación biomédica y de la asistencia sanitaria, como los de la relación de los humanos con la naturaleza. Desde su visión entre la cultura científica y las humanidades, analizó los aspectos bioéticos de la reproducción asistida, la manipulación genética, el sida, la eutanasia, la deficiencia mental, el asesoramiento genético, la ancianidad, los trasplantes de órganos, los llamados derechos de los animales, la ecología, la biotecnología, la ética sexual. Ha sido uno de los pioneros en materia de ecoética y de ética de la deficiencia mental.
Su pensamiento teológico-moral y bioético en el marco de su contexto histórico, el post-concilio y el nacimiento de la bioética, con amplia repercusión en el mundo de habla hispana, especialmente en América Latina, desde su propuesta de una bioética en clave de diálogo plural y secular, ha quedado plasmado en el primer libro dedicado al análisis de su obra: "Javier Gafo: Bioética, teología moral y diálogo", de Juan Francisco Tomás (Universidad Pontificia Comillas, Cátedra de Bioética n.º 24, Madrid, 2014)

## Obra seleccionada
- Nuevas perspectivas en la moral médica (1978).
- El aborto y el comienzo de la vida humana (1979).
- La eutanasia (1985).
- 10 palabras clave en Bioética (1993).
- Las (7) palabras de Javier Gafo (1995)
- La homosexualidad: un debate abierto (Ed.) (1997).
- Eutanasia y ayuda al suicidio (1999).
- Dilemas éticos de la Medicina actual (2000).
- Bioética Teológica (2003, Ed. post mortem)
- Numerosos artículos de divulgación bioética en revistas como Razón y Fe, Sal Terrae, Theology Digest, etc.